# Stockton Heat
Gli Stockton Heat sono una squadra di hockey su ghiaccio dell'American Hockey League con sede nella città di Stockton, nello Stato della California. Nati nel 2015 sono affiliati ai Calgary Flames, squadra della National Hockey League, e disputano i loro incontri casalinghi presso la Stockton Arena.

## Storia
La franchigia degli Stockton Heat nacque per sostituire la formazione AHL degli Adirondack Flames, data la decisione della AHL di voler creare una nuova Pacific Division con cinque squadre in California. Gli Heat andarono a sostituire la formazione della ECHL degli Stockton Thunder nata nel 2005 e che a partire dalla stagione 2015-16 si trasferì proprio a Glens Falls con il nuovo nome di Adirondack Thunder.
Il 29 gennaio 2015 i Calgary Flames durante una conferenza stampa annunciarono il trasferimento degli Adirondack Flames a Stockton. Fu annunciato inoltre un concorso fra i tifosi per trovare il nome della nuova squadra, e i cinque nomi scelti, tutti relativi all'ambito del fuoco, furono Blaze, Fire, Heat, Inferno e Scorch. L'11 marzo i Calgary Flames proclamarono il nome vincitore del concorso, "Stockton Heat", insieme al logo e le divise ufficiali.

### Affiliazioni
Nel corso della loro storia gli Stockton Heat sono stati affiliati alle seguenti franchigie della National Hockey League:
- Calgary Flames: (2015-)

## Record stagione per stagione
| Stagione      | Division | Gare | V  | S  | OTL | SOL | Punti | GF  | GS  | Piazzamento | Play-off |
| ------------- | -------- | ---- | -- | -- | --- | --- | ----- | --- | --- | ----------- | -------- |
| Stockton Heat |          |      |    |    |     |     |       |     |     |             |          |
| 2015-16       | Pacific  | 68   | 32 | 32 | 2   | 2   | 68    | 194 | 224 | 6°          |          |